# Ryoji Sai
Ryoji Sai (崔領二, Sai Ryōji)  (né le 3 juin 1980 à Osaka, Japon, est un catcheur (lutteur professionnel) Coréeais.

## Carrière

### Wrestle-1 (2013–2015)
Le 15 mars, il participe à une Bataille Royale pour désigner le challenger pour le Championnat De La X Division de la Total Nonstop Action Wrestling qui voit la victoire de Seiki Yoshioka.

### All Japan Pro Wrestling et Land's End Pro Wrestling (2013–...)
Le 27 août, il perd contre Kento Miyahara et ne remporte pas le AJPW Triple Crown Heavyweight Championship.
Le 25 mars, lui et Dylan James battent The Big Guns (The Bodyguard et Zeus) et remportent les AJPW World Tag Team Championship,.

## Palmarès
- All Japan Pro Wrestling
  - 2 fois AJPW World Tag Team Championship avec Dylan James (1) et Zeus (1)

- Apache Pro-Wrestling Army
  - 1 fois WEW World Tag Team Championship avec Tetsuhiro Kuroda

- HUSTLE
  - 1 fois Hustle Super Tag Team Championship avec Wataru Sakata

- Land's End Pro Wrestling
  - 1 fois All Asia Heavyweight Championship

- Pro Wrestling Zero1
  - 3 fois NWA Intercontinental Tag Team Championship avec Kohei Sato (2) et Osamu Namiguchi (1)
  - 1 fois NWA United National Heavyweight Championship
  - 2 fois Zero1 World Heavyweight Championship
  - Fire Festival (2009, 2014)
  - Passion Cup Tag Tournament avec Kohei Sato